# Atlanti zsibbasztó rája
Az atlanti zsibbasztó rája (Torpedo nobiliana) a zsibbasztórája-félék (Torpedinidae) családjába és az elektromosrája-alakúak (Torpediniformes) rendjébe tartozik.

## Előfordulása
Az atlanti zsibbasztó rája az Atlanti-óceán déli részén és a Földközi-tengerben fordul elő leggyakrabban. Az Északi-tengerben ritkán, a Fekete-tengerben pedig egyáltalán nem fordul elő.

## Megjelenése
A Torpedo nem legnagyobb faja az atlanti zsibbasztó rája, csaknem másfél méter hosszú, tömege pedig átlagosan 75 kg. Könnyedén elérheti azonban az 1,8 méteres hosszt és a 90 kg-os testtömeget is. Teste felülnézetből lekerekített, kissé szélesebb, mint amilyen hosszú. Színezete szürkébe hajló sötétbarna, olykor enyhén pettyezettek lehetnek. Hasi oldala fehér, a szélén sötét csík húzódik. Szemei aprók, mögöttük találhatók a nagy fecskendőnyílások. Fogai több sorban találhatók és az életkor előrehaladtával ezek száma folyamatosan nő, 38 és 66 sor között változik. A hasi úszók kerekdedek és kissé átfednek a rája kerek testével. Bőre sima, teljesen mentes a bőrfogaktól. A hímek szinte mindig kisebbek a nőstényeknél.

## Életmódja
Általában halakat és rákokat választ táplálékul. Ritkábban a kisebb macskacápákat is megtámadja. Nagyobb állatot is képes elejteni, mint amekkorával táplálkozni képes. Elevenszülő faj, akárcsak a többi zsibbasztó rája faj. A nőstények egy év alatt körülbelül 60 utódot hoznak a világra. Általában az aljzaton tartózkodnak. A fiatal példányok a sekélyebb, homokos partokat kedvelik, 10-50 méteres mélységben, gyakran korallok közelében élnek. A felnőtt állatok sokkal mélyebbre és messzebbre merészkednek a nyílt vizekben, előfordult, hogy egy ilyen példányra 800 méteres mélységben találtak rá, de általában 200-500 méteres mélység között találhatók meg. Általában éjszaka aktív, nappal a homokba rejtőzve pihen.
A Torpedo nem többi fajához hasonlóan az atlanti zsibbasztó rája is képes elektromos áramütésre két, vese alakú elektromos szervével, amelyeket támadásra és védekezésre egyaránt használ. Ez a páros szerv körülbelül egyhatodát képezi az állat tömegének. Nyugodt körülmények között egy nagyobb rája 170-220 volt feszültséget képes produkálni.

## Fordítás
Ez a szócikk részben vagy egészben  az   Atlantic torpedo című angol Wikipédia-szócikk fordításán alapul.  Az eredeti cikk szerkesztőit annak laptörténete sorolja fel. Ez a jelzés csupán a megfogalmazás eredetét és a szerzői jogokat jelzi, nem szolgál a cikkben szereplő információk forrásmegjelöléseként.